# Pandanus iwen
Pandanus iwen är en enhjärtbladig växtart som beskrevs av Benjamin Clemens Masterman Stone. Pandanus iwen ingår i släktet Pandanus och familjen Pandanaceae.
Artens utbredningsområde är Papua Nya Guinea. Inga underarter finns listade.